# Tiranos temblad
Tiranos temblad es una serie para internet realizada en Uruguay, de corte humorístico. Creada por el realizador Agustín Ferrando Trenchi y lanzada a fines de 2012, fue publicada en forma continua hasta el año 2016, y luego de forma esporádica hasta la actualidad.

## Historia
«Tiranos temblad: Resumen semanal de acontecimientos uruguayos» comenzó el 25 de diciembre de 2012. Es un resumen sobre la base de videos subidos a YouTube, desde Uruguay o desde otra parte del mundo haciendo referencia a Uruguay. Originalmente de frecuencia semanal pero actualmente se presenta un nuevo episodio cada dos semanas. Durante el verano puede pasar a una frecuencia mensual. La serie es desarrollada en Uruguay y registrada internacionalmente. Cuenta con más de 70 capítulos que duran entre cinco y once minutos; tiene miles de reproducciones.
Además, Ferrando realiza para el canal Cartoon Network un compilado corto llamado Otra semana en Cartoon. Es un formato similar al de Tiranos Temblad, con una recopilación de la semana pero de lo que sucedió en el canal Cartoon Network, relacionado con episodios emitidos de diferentes series, estrenos recientes, curiosidades de diferentes emisiones, etc.

## Características
El programa es de generalidades, humor, apto para todo público (TP) y la locución es neutra descriptiva con lenguaje formal. Entre los segmentos más destacados se encuentra: el enigma de la semana, el momento "Ahhh" de la semana, el momento incómodo de la semana, el crack de la semana, entre otros. El cierre se hace con el saludo del director de Cine Uruguayo Fernando Moreno. Los videos recopilados de YouTube están editados bajo licencia Creative Commons.
Trabajan junto a Agustín Ferrando, Fernanda Montoro y Matías Ferrando.
El álbum Suite para piano y pulso velado de Luciano Supervielle presentado en marzo de 2017, en el Auditorio Nacional del Sodre Dra. Adela Reta con el recital: “Otro día en Uruguay, concierto para piano y electrónica”, contó con las visuales de Agustín Ferrando. Varios de sus temas hacen referencia a partes del programa como: Otro día en Uruguay, Watafac! y Suite de la mamama.
El título de la serie hace referencia al Himno Nacional de Uruguay, en sus estrofas: 

"...De este don sacrosanto la gloria, merecimos. Tiranos ¡temblad! Tiranos ¡temblad! Tiranos ¡temblad!..."
Himno Nacional de Uruguay.

La canción que acompaña la serie se hizo popular, es de Aleksey Igudesman la compuso en homenaje a «Uruguay» con letra en español.

“Uruguay es el mejor país, mejor que Francia y mejor que París.” 
«Uruguay» de Aleksey Igudesman, 22 de diciembre de 2008.